# Stenosmicra
Stenosmicra är ett släkte av steklar. Stenosmicra ingår i familjen bredlårsteklar.
Kladogram enligt Catalogue of Life:
| Stenosmicra | \| \| Stenosmicra exilis \| \| \| \| \| \| Stenosmicra tenuis \| \| \| \| |
|             | \| \| Stenosmicra exilis \| \| \| \| \| \| Stenosmicra tenuis \| \| \| \| |
|             | Stenosmicra exilis                                                        |
|             |                                                                           |
|             | Stenosmicra tenuis                                                        |
|             |                                                                           |